# Palazzo Labia

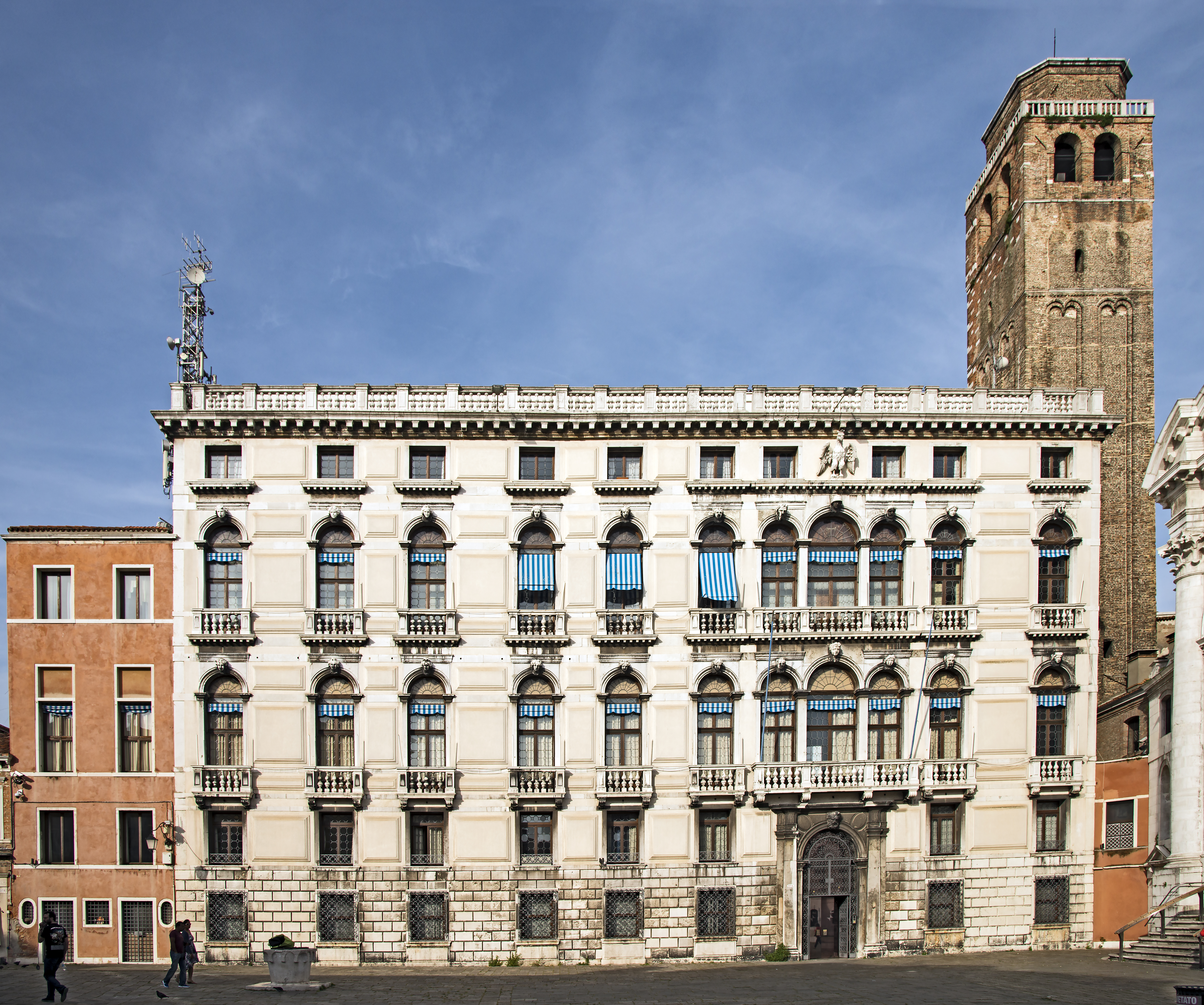
O Palazzo Labia Campo San Geremia.

O Palazzo Labia é um palácio barroco situado no sestiere Cannaregio, em Veneza, na Itália. Construído entre os séculos XVII e XVIII, é um dos últimos grandes palazzi de Veneza. Pouco conhecido fora de Itália, é mais famoso pelos seu notável salão de baile afrescado, pintado entre 1746 e 1747 por Giovanni Battista Tiepolo, com trabalhos decorativos em trompe l'oeil por Gerolamo Mengozzi-Colonna. Neste salão de baile, Tiepolo pintou uma das suas obras-primas, o ciclo de afrescos dedicado às Histórias de António e Cleópatra, por encomenda dos irmãos Angelo Maria e Paolo Antonio Labia.
Os Labia, originários da Catalunha, foram inscritos no patriciado veneziano em 1646, depois de terem contribuido com uma grande soma de dinheiro na Guerra de Candia. Possuiam, de facto, enorme riqueza que gastavam em luxos, festas e neste palácio, iniciado pouco depois daquela data.
O palácio foi desenhado pelo arquitecto Andrea Cominelli (por Alessandro Tremignon de acordo com outros autores). Afincado à Igreja de San Geremia, o edifício está situado perto da confluência do Canal de Cannaregio no Grande Canal, para os quais se voltam as duas fachadas mais antigas; a fachada principal situa-se no Canal de Cannaregio, enquanto uma fachada com menos três tramos enfrenta o Grande Canal; a terceira, provavelmente desenhada por Giorgio Massari, está voltada para o Campo San Geremia.
Numa cidade frequentemente comparada a um cenário cinematográfico de papelão, o palácio é incomum por ter não apenas uma fachada formal ao longo do Grande Canal, mas também uma visível e formal fachada na sua traseira, assim como lado decorado, ao longo do Canal Cannaregio. Em Veneza, tal desenho é muito raro.

## História

### A família Labia

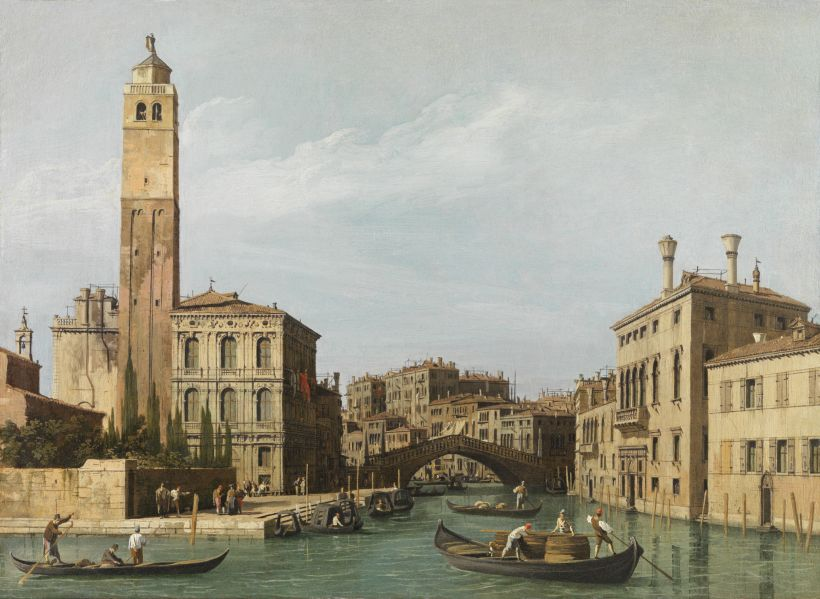
O Palazzo Labia numa tela de Canaletto.

A família Labia, que encomendou o palácio, era originariamente espanhola e comprou a sua entrada para a nobreza em 1646 sendo, portanto, considerada arrivista pela velha aristocracia veneziana. As guerras com os otomanos tinham esvaziado os cofres da República de Veneza, a qual vendeu, então, inscrições para a nobreza, dando assim influência política. Diz-se que os Labia compensaram a sua falta de ancestralidade com uma grande exibição de riqueza. Actualmente, o Palazzo Labia é o único exemplo restante dessa ostentação.
É aos membros da família Labia de meados do século XVIII que o palácio deve hoje a sua notoriedade, sendo então habitado por dois irmãos com as suas esposas, filhos e mãe. Os irmãos Angelo Maria Labia e Paolo Antonio Labia empregaram Tiepolo no auge do seu poder para decorar o salão de baile.  Contratar Tiepolo parece ter sido a coisa mais notável que os irmãos alguma vez realizaram. Angelo Maria tornou-se abade, meramente com o fim de escapar às obrigações políticas de um aristocrata da República. Curiosamente, o seu emprego sagrado não o impediu de casar. A sua esposa, no entanto, era uma plebeia, o que indica um estatuto quase morganático do casamento. O principal interesse de  Angelo era construir um teatro de marionetas, o qual escondia verdadeiros cantores por trás dos seus cenários. As marionetas representavam frequentemente peças satíricas escritas pelo próprio Angelo. Numa fase posterior da sua vida falhou na capacidade de se tornar querido da sociedade veneziana ao tornar-se num informador da temida Inquisição. O seu irmão mais novo, Paolo, casou convencionalmente na velha aristocracia veneziana, uma classe preparada para aceitar o dinheiro e a hospitalidade dos Labia, se não a igualdade. Paolo também nunca assumiu quaisquer deveres públicos. Parace ter sido a sua mãe, Maria Labia, a força motriz intelectual da família; de uma grande beleza na sua junventude, foi pintada por Rosalba Carriera. O viajante e comentador social francês Charles de Brosses registou que numa idade avançada ela tinha uma inteligência viva, uma natureza elegante e possuia a mais refinada colecção de jóias da Europa. Essa colecção também foi retratada em alguns dos trabalhos de Tiepolo no palácio.

### Século XIX
A fortuna, o poder e a vida mundana dos Labia declinaram com a queda da República Sereníssima ocorrida em 1797. Isto coincidiu com o período em que a obra de Tiepolo era impopular e pouco apreciada.
Durante o século XIX, o palácio entrou em decadência, tendo sido vendido a um príncipe da família Lobkowicz; este cedeu-o à benificente pia Fundação israelita Königsberg, que o subdividiu em vários apartamentos para arrendar. Encontraram-se aqui alojados uma fábrica de tecidos, uma serração e diversas famílias, que no salão de baile estendiam a roupa lavada.

### Século XX

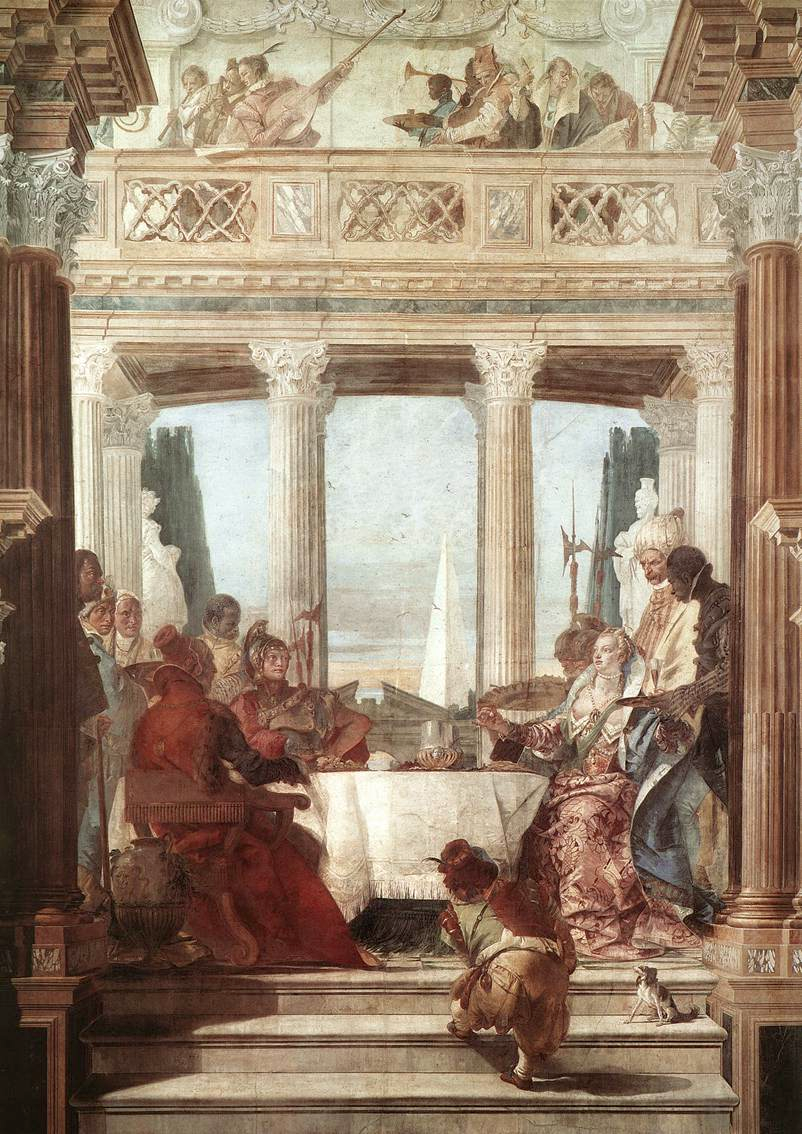
O Banquete de Cleópatra, por Tiepolo.

Em 1945, um barco de munições explodiu perto do palácio, estilhaçando as suas já precárias fundações e fazendo com que fragmentos dos afrescos do salão de baile caíssem ao chão.
Em 1948, o palácio passou a ter um novo proprietário, Dom Carlos de Beistegui (Charlie de Beistegui), um francês herdeiro duma fortuna franco-mexicana, o qual começou unm intenso restauro. Beistegui era um natural e hábil decorador de interiores e, para o abandonado palácio, comprou equipamentos dos vizinhos menos afortunados, incluindo afrescos de Rafael, Annibale Carracci e Guido Reni. Estas obras de arte, emparelhadas com tapeçarias e antiguidades recentemente adquiridas, devolveram ao palácio o seu antigo esplendor. Dom Carlos era um coleccionador tão ávido que o seu gosto ficou conhecido como le goût Beistegui (o "estilo Beistegui").
No dia 3 de Setembro de 1951, Dom Carlos deu um baile de máscaras, Le Bal oriental, no Palazzo Labia. Foi um dos maiores e mais luxuosos eventos sociais do século XX: toda a alta sociedade internacional se encontrou no salão de baile em vestes setecentistas. Isto lançou a carreira do, então, jovem desenhador de moda veneziano Pierre Cardin, que desenhou cerca de 30 dos vestidos usados por membros da "dolce vita" participantes. Christian Dior e Salvador Dalí desenharam, cada um deles, outras vestes. Nesta ocasião, Cecil Beaton realizou uma memorável reportagem fotográfica: as fotografias do baile apresentam uma sociedade quase surreal, reminiscente da vida veneziana imediatamente antes da queda da república no final do século XVIII. A festa seria um dos últimos eventos verdadeiramente espectaculares no famoso salão de baile.
Dom Carlos teve uma série de derrames na década de 1960, tendo-se retirado para a sua sede em Montfort l'Amaury. Em 1964, vendeu o Palazzo Labia em leilão à RAI, a televisão estatal italiana, que o usou como a sua sede regional, tendo efectuado, por sua vez, cuidadosos restauros tanto ao edifício como às obras de arte. Dom Carlos faleceu em 1970 sem deixar testamento. A sua fortuna, que incluia muitos dos antigos conteúdos do Palazzo Labia e a sua casa francesa, o Château de Groussay, um palácio mobilado de forma similar, passou para o seu irmão, que deu Groussay ao seu filho Jean (Johnny) de Beistegui. Quando os elementos de Groussay e do antigo Palazzo Labia foram leiloados pela Sotheby's, em 1999, provou ser o maior e o de mais elevado preço leilão da França.
Ocasionalmente, o salão de baile é usado para conferências e cimeiras internacionais de elevado estatuto; este salão e algumas das salas de aparato estão abertos à visita pública sob marcação.
Com vista à transferência para Marghera, a RAI lançou um processo de venda em Abril de 2008, vincolando-a a um uso não hoteleiro mas expositivo ou cultural (como requisitado pelo Município de Veneza.

## Arquitectura

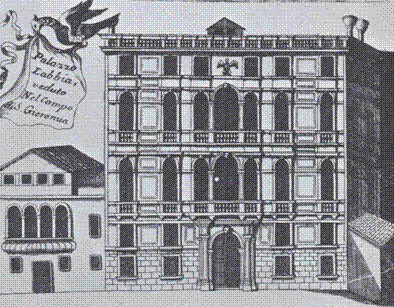
Fachada do Palazzo Labia, por Alessandro Tremignon, voltada para o Campo San Geremia, tal como se encontrava no século XVIII, mais tarde viria a ser ampliada.

Embora o palácio tenha sido começado no final do século XVII, pode ser considerado um produto do século XVIII. Arquitectos como Baldassarre Longhena tinham previamente dominado a a arquitectura palaciana da cidade num estilo exemplificado por dramáticas fachadas, ricas em molduras com colunas destacadas - um estilo pouco alterado desde o final do Renascimento.
Dois arquitectos pouco conhecidos, Alessandro Tremignon e Andrea Cominelli, foram contratados para desenhar o Palazzo Labia. A selecção de dois arquitectos relativamente desconhecidos é estranha, considerando o desejo da família Labia de causar impressão na sociedade veneziana. No entanto, a localização do sítio compensava largamente qualquer risco na selecção de arquitectos desconhecidos. O lugar escolhido para o palácio foi a junção do Canal Cannaregio com o Grande Canal, na paróquia de San Geremia. De facto, a Igreja de San Geremia foi a sua vizinha imediata, estando o campanário da igreja incorporado no próprio palácio. O Canal Cannaregio é um dos mais importantes afluentes do Grande Canal.
Embora, como muitos dos outros grandes palácios de Veneza, o Palazzo Labia seja de desenho rectangular construído em volta de um pátio interior rectangular, os dois arquitectos Tremignon e Cominelli quebraram as tradições arquitectónicas de arquitectos como Longhena, desenhando as fachadas do Palazzo Labia para serem mais simples e menos desordenadas que aquelas dos palácios clássicos venezianos anteriores, embora mantendo uma riqueza barroca alcançada através do efeito de luz e sombra. A segunda ruptura com a tradição arquitectónica veneziana é o facto de o palácio ter três fachadas, sendo prática comum em Veneza só a fachada voltada para a água ter uma riqueza de detalhe, enquanto as elevações traseiras eram, frequentemente, uma evoluida incompatibilidade de janelas assimétricas e estilos. O sítio do novo palácio, estando na junção de dois canais e sendo, também, limitado pelo Campo San Geremia, providenciava a oportunidade para a existência de três fachadas, retomando modelos de Longhena. Portanto, esta atenção ao detalhe nas partes menos óbvias do exterior do palácio, longe da sua fachada principal na frente de água, permitia providenciar mais evidência à vasta fortuna dos Labia.

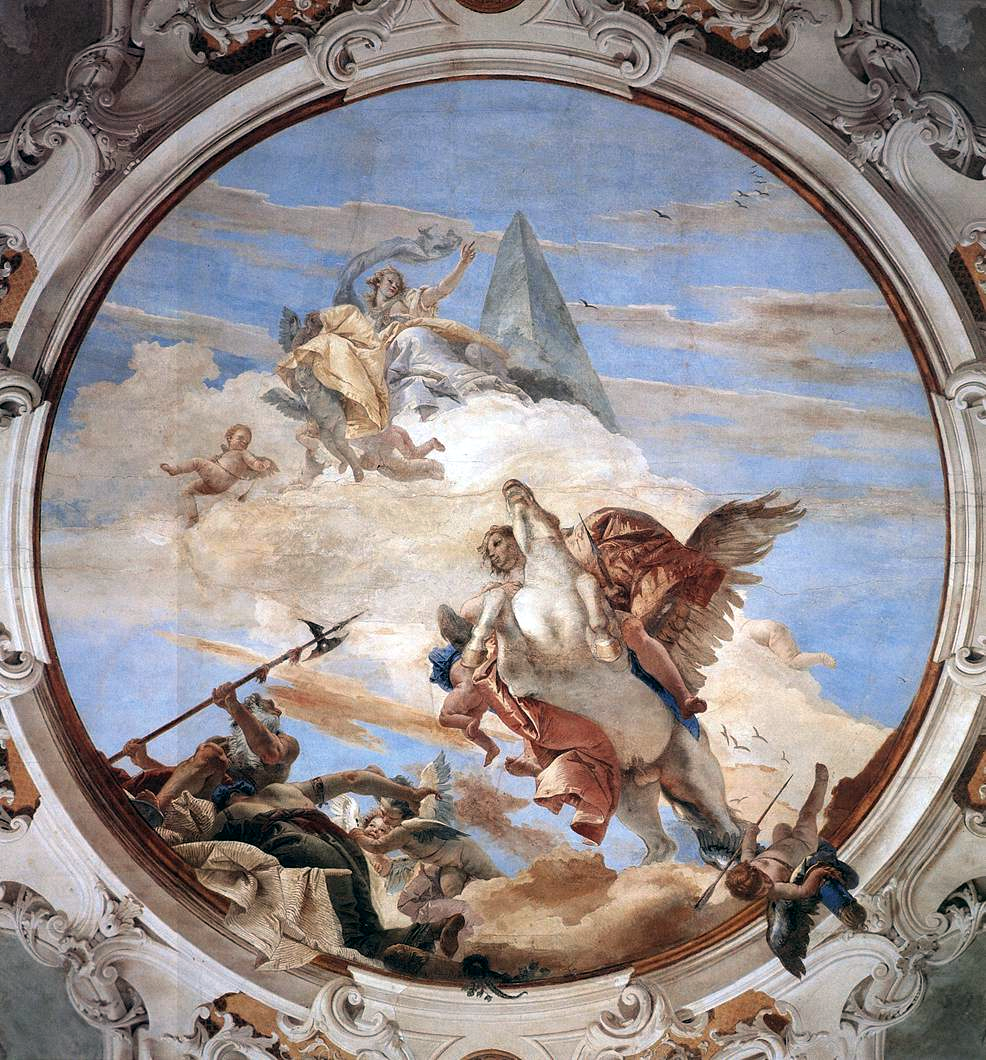
Belerofonte montado em
Pegasus, por Tiepolo.

O palácio tem cinco pisos. O piso térreo e o primeiro andar são ambos baixos, sendo o primeiro dos dois dórico rusticado, enquanto os pisos superiores são jónicos e coríntios. Os dois pisos seguintes - o piano nobile e o quarto piso - têm altas janela segmentadas separadas por pilastras, sendo as altas janelas vedadas por balconetes balaustrados. O quinto andar é um baixo mezzanino situado abaixo do telhado saliente, sendo aqui as pequenas janelas ovais divididas por águias heráldicas da família Labia.
A fachada do Grande Canal é a mais pequena das três, afastada dos próprios fundamentos e com apenas três tramos. A fachada que enfrenta o Campo San Geremia, construída por volta de 1730, é de igual esplendor à do Cannaregio, retomando o estilo das outras duas simplificando-o. Não é certa a atribuição do desenho a Tremignon ou a Giorgio Massari, tendo este último, seguramente, aberto no interior o monumental salão de baile. O estilo desta fachada aponta para o mais floral estilo gótico veneziano, contrasta com as mais clássicas fachadas dos canais. Porém, o gótico veneziano é mais uma subtil sugestão do que um estilo definido; as típicas loggias recuadas no piano nobili, elementos típicos do gótico veneziano, são no entanto vidradas e a linha do telhado, ao contrário do que acontece nas frentes de água, é ocultada por balaustrada clássica, embora a repetição e a colocação das fenestrações continue o tema das fachadas dos canais.

### Interior

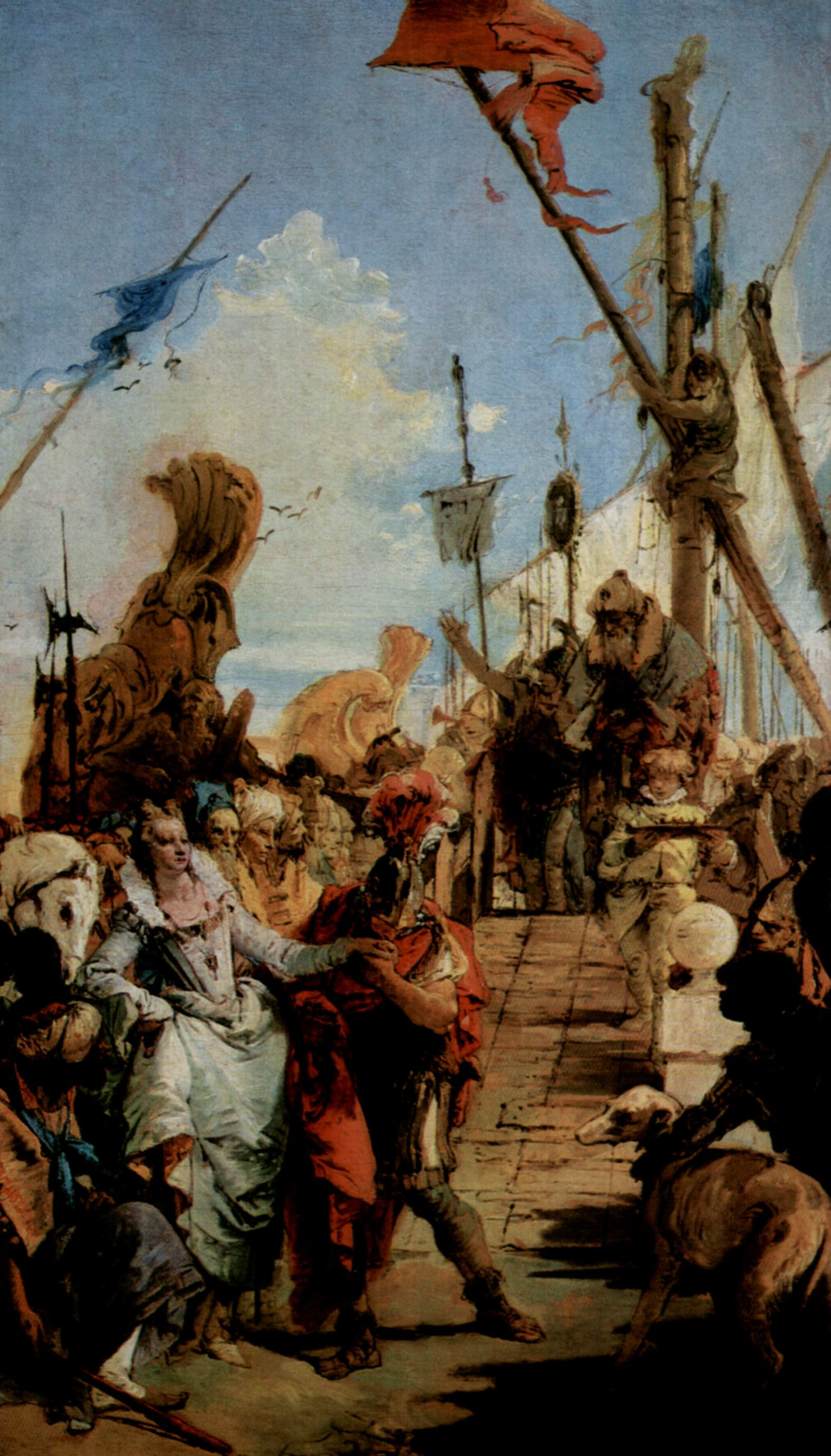
O encontro de Marco António e Cleópatra, por Tiepolo.

No salão de baile (ou Salone delle Feste) do palácio, com altura de duplo piso, Giambattista Tiepolo pintou, em 1746 e 1747, o magnífico ciclo de afrescos dedicado a cenas da vida de Marcus Antonius e Cleópatra - as Storie di Antonio e Cleopatra ("Histórias de António e Cleópatra") - com o emolduramento em trompe-l'œil de Gerolamo Mengozzi Colonna, que se integra perfeitamente com os episódios narrativos, onde personagens sumptuosamente vestidas assumem poses teatralmente eloquentes. Os afrescos são principalmente de uma natureza arquitectónica, apresentando passagens, janelas e balcões em trompe l'oeil. Na abóbada, dentro de um óculo central, está "Belerofonte sobre Págaso vai em direcção à Glória e à Eternidade" (Bellerofonte su Pegaso va verso la Gloria e l'Eternità). Nas paredes, entre figuras alegóricas e mitológicas, estão presentes as duas cenas principais; através das ilusionísticas passagens e janelas pode ver-se o encontro de Marco António com a rainha egípcia (Incontro tra Antonio e Cleopatra) e o banquete de Cleópatra (Banchetto di Antonio e Cleopatra), enquanto nos balcões pintados e janelas superiores, membros da corte de Cleópatra parecem olhar para baixo. Pensa-se que os modelos para estas figuras foram membros da casa dos Labia. Numa cena de banquete, Cleópatra é representada dissolvendo uma inestimável pérola numa taça de vinho, representando isto a posição dos Labia na sociedade veneziana e sendo Maria Labia identificada, ela própria, com Cleópatra - com a sua grande fortuna e colecção de jóias, também ela era bem capaz de dar-se ao luxo de rejeitar pérolas em tal moda se fizesse essa escolha. De resto, toda a riqueza artística do palácio teve em Maria Labia uma das principais inspiradoras. Persistiu uma lenda em Veneza, segundo a qual a própria Maria Labia teria sido o modelo para Cleópatra, embora não existam evidências documentadas para apoiar essa afirmação.
Embora os aferscos de Tiepolo no salão de baile tenham sido descritos como estando entre os seus melhores na Itália, também mostram as deficiências de Tiepolo como artista. Ele não tinha qualquer interesse na psicologia; como resultado disso, continua actualmente um debate sobre a representação de Marco António e Cleópatra, que discute se estamos perante o encontro ou a despedida das duas personagens históricas. Alguns especialistas defendem que podem encontrar certa rigidez na pose de Cleópatra, o que indicaria a intenção de alguma forma de despedida, mas a opinião é fortemente dividida
As restantes salas de aparato, construídas e volta do pátio interno, são pálidas em comparação com o salão de baile, mas isso só acontece se essa mesma comparação fôr inevitável. Na verdade, cada uma delas é uma obra-prima de pleno direito; o Salão Damasco Verde, além da sua lareira esculpida de mármore embutido, contém gigantescos afrescos e tecto da autoria de Pompeo Batoni, enquanto no tecto da Sala dos Espelhos se realiza o "Triunfo de Zéfiro e Flora" (Trionfo di Zefiro e Flora).
Muitas outras salas do palácio são decoradas por interessantes pinturas: aqui se encontram obras de Giandomenico Tiepolo, Palma il Giovane, Giambattista Canal, Placido Costanzi, Agostino Masucci, Pompeo Batoni, Gregorio Lazzarini, Gaspare Diziani e Antonio Visentini. Também é notável o ciclo de tapeçarias flamengas com "Histórias de  Cipião" (Storie di Scipione).